# 欧州疾病予防管理センター
欧州疾病予防管理センター（おうしゅうしっぺいよぼうかんりセンター、英語：European Centre for Disease Prevention and Control、略称：ECDC）は、欧州連合の専門機関の一つ。 ヨーロッパにおける伝染病予防の強化を目的に2005年に設立された機関である。本部はスウェーデン王国ストックホルム県ソルナに所在する。  
日本語訳では、他に欧州疾病予防対策センター、欧州疾病対策センターなどがあり、略称として欧州CDCの表記がある。

## 歴史
欧州連合の経済統合と開放された国境が拡大してゆくとともに、公衆衛生問題に関する協力は重要な問題となっていった。ヨーロッパにおけるアメリカ合衆国疾病予防管理センター（CDC）に準じた組織を創設するという構想が専門家によって提唱される前から議論されている間、2003年の重症急性呼吸器症候群の発生と各国への急速な流行は、公衆衛生の為に欧州連合全体の制度創設が急務となった。これにより欧州疾病予防管理センターは欧州連合の専門機関は記録的な時間で準備される。欧州委員会は2003年7月に法案を提出、2004年春までに創設法案は可決され、2005年春までにセンターは稼働する。センターの運用が開始されたため、別種の脅威であるH5N1亜型の対策が始まる。欧州連合領域周辺に到着したH5N1およびヒトインフルエンザへの変異の恐れがあり、ヒトインフルエンザの大流行に対処する任務の妥当性を確認した。 

## 組織
センターは2011年4月1日に運用構造を改編する。2012年7月1日時点で5個単位の組織構造で運用される。主要7個疾病プログラムは主任科学担当官室でプログラム間を調整する。主任科学担当官室は科学的助言部門と細菌学調整部門が含まれる。それに加えて、情報通信技術支援手段、アプリケーション開発とインフラ、リソース管理と調整単位は管理支援を提供する。組織改編は旧構造の機能に対する内外による評価後に行われた。これはセンターの付加価値と欧州市民の健康増進に対する組織機能の強化を目的とした。
センターは気道感染症（インフルエンザと結核）ヒト免疫不全ウイルス並びに血液媒介ウイルスを含む性感染症、ワクチン予防可能な疾病、抗菌薬耐性及び医療関連感染症、食料並びに水系感染症及び人獣共通感染症、そして新種媒介体病毒の6個クロスカッティング・プログラムを確立する。
センターは約300人の職員を擁し、十年間の予算は総額5,000万ユーロが投じられる。